# Reinhard Selten
Reinhard Selten (Breslau, 1930. október 5. – Poznań, 2016. augusztus 23.) eszperantista, német közgazdász, aki a – Neumann János által megalapított – játékelmélet terén elért kiemelkedő eredményeiért 1994-ben (Harsányi Jánossal és John Forbes Nash-sel megosztva) megkapta a Közgazdasági Nobel-emlékdíjat.

## Életrajza
1930-ban született a németországi Breslauban (ma Wrocław). 1957-ben szerezte meg a mesterfokozatát matematikából a Johann Wolfgang Goethe Egyetemen. 1959-ben vette feleségül Elisabeth Langrienet. Gyerekük nem született. 1961-ben szerezte meg a PhD fokozatát matematikából.
A kísérleti közgazdaságtan egyik alapító tagjának lehet tekinteni. Számos könyv és publikáció szerzője. Kifejlesztett egy példát egy játék szemléltetésére, amit Selten lovának neveztek el.
Cukorbetegségben szenved feleségével együtt, aki emiatt már sajnos mozgássérült lett.
Jelenleg a Bonni Egyetem emeritus professzora, és számos tiszteletbeli doktori cím tulajdonosa.

## Könyvei
- Preispolitik der Mehrproduktenunternehmung in der statischen Theorie, Berlin-Heidelberg-New York: Springer-Verlag (1970) – németül
- General Equilibrium with Price-Making Firms (Thomas Marschakkal közösen), Lecture Notes in Economics and Mathematical Systems, Berlin-Heidelberg-New York: Springer-Verlag (1974)
- A General Theory of Equilibrium Selection in Games (Harsányi Jánossal közösen), Cambridge, MA: MIT-Press (1988)
- Models of Strategic Rationality, Theory and Decision Library, Series C: Game Theory, Mathematical Programming and Operations Research, Dordrecht-Boston-London: Kluwer Academic Publishers (1988)
- Enkonduko en la Teorion de Lingvaj Ludoj – Ĉu mi lernu Esperanton (Jonathan Poollal közösen), Berlin-Paderborn: Akademia Libroservo, Institut für Kybernetik (1995) – eszperantó nyelven
- Game Theory and Economic Behavior: Selected Essays, 2. vol Cheltenham-Northhampton: Edward Elgar Publishing (1999)
- New edition of: Models of Strategic Rationality (1988), kínai bevezetővel. Outstanding Academic Works on Economics by Nobel Prize Winners. Dordrecht-Boston-London: Kluwer Academic Publishers (2000)
- Chinese Translation of: Models of Strategic Rationality (1988). Outstanding Academic Works on Economics by Nobel Prize Winners. Dordrecht-Boston-London: Kluwer Academic Publishers (2000)
- Russian Translation of: A General Theory of Equilibrium Selection in Games (Harsányi Jánossal közösen), Cambridge, MA: MIT-Press (2000)